# Євтидем II
Євтидем II (грец. Εὐθύδημος Β΄; *д/н — †бл. 180 до н. е.) — цар Греко-Бактрійської держави у 185 до н. е.—180 до н. е..

## Життєпис
Походив з династії Євтидемідів. Син царя Деметрія I. Близько 190/185 років до н. е. ще за правління свого батька стає його співволодарем у Бактрії. Втім його функції були суто номінальними з огляду на молодий вік, про що свідчать зображення на монетах.
Після смерті Деметрія I близько 180 року до н. е. розділив з братами його державу, отримавши бактрію, Согдіану, Маргіану та Арію. В цей час зміцнено торговельну такультурні зв'язки з династією Хань, що панувала в Китаї. На монетному дворі в Бактрах вперше стали карбувати мідно-нікелеві монети.
Втім напевне самостійно панував недовго: від 1 до 2 років (до близько 179/178 до н. е.). Причини смерті невідомі. Владу успадкував інший брат Агафокл.